# Thierry Escaich
Thierry Escaich Joseph Louis (Nogent-sur-Marne, 8 mei 1965) is een Frans organist en componist.

## Biografie
Na muzikale studies aan de muziekschool van Rosny-sous-Bois en vervolgens aan die van Montreuil-sous-Bois, ging Thierry Escaich naar Conservatoire national supérieur de musique in Parijs waar hij acht keer de eerste prijs behaalde: harmonie, contrapunt, fuga, orgel, orgelimprovisatie, muziekanalyse, compositie en orkestratie.
Thierry Escaich componeerde van kinds af aan en werd reeds op jonge leeftijd opgemerkt, verschillende prijzen winnend.  Zijn werken werden beloond met verschillende internationale prijzen, zoals de eerste André Jolivet-prijs in 1989 en de Blumenthal-prijs in 1990. In 1993 won hij de Hervé Dugardin-prijs (uitgereikt door de Franse auteursrechtenvereniging SACEM). In 1994 ontving hij ook de Nadia en Lili Boulanger-prijs, evenals de SACEM Symfoniemuziekprijs, en in 1999 de Georges Enesco-prijs. Na in 1991 de hoofdprijs voor improvisatie te hebben gewonnen op het Concours international van Straatsburg, werd hij in 1996 benoemd tot titularis van het hoofdorgel van de Saint-Étienne-du-Mont-kerk in Parijs waar hij samen met Vincent Warnier Maurice en Marie-Madeleine Duruflé opvolgde.
Op 6 maart 2013 werd hij verkozen tot docent van de Academie voor Schone Kunsten onder bestuur van Jacques Taddei.

## Organist
Thierry Escaich heeft een internationale carrière als organist en improvisator en speelt over de hele wereld. In zijn concerten en recitals mengt hij zijn eigen werken graag met die van andere componisten en verbindt hij ze door middel van improvisaties, waardoor hij programma's aanbiedt die zowel divers als coherent zijn. Voor zijn repertoire gaat zijn voorliefde uit naar de componisten Johann Sebastian Bach, Felix Mendelssohn, Johannes Brahms, César Franck, Jehan Alain, Maurice Duruflé en Olivier Messiaen .
Hij speelt, op piano of orgel, samen met muzikanten als pianisten Claire-Marie Le Guay, Éric Le Sage, Bertrand Chamayou en Jonas Vitaud, violist David Grimal, cellisten Christian-Pierre La Marca en François Salque, trompettist Romain Leleu en vele andere artiesten. Hij draagt samen met trompettist Éric Aubier bij aan de vernieuwing van het genre "trompet en orgel", dat ze hedendaags maken, met een modern repertoire, wereldcreaties en geïmproviseerde partijen. Zo arrangeerden ze voor trompet en orgel de Russische dans uit het notenkrakerballet van Pjotr Iljitsj Tsjaikovski, evenals het hoofdthema van het Zwanenmeer, ook van Tsjaikovski. Escaich trad op met het Chicago Symphony Orchestra, het Philadelphia Orchestra, het orkest van het Konzerthaus in Berlijn en verschillende Franse orkesten.

## Componist
Thierry Escaich schreef al meer dan honderd werken. Het orgel neemt een belangrijke plaats in in zijn muziek, maar ook de piano, de saxofoon en andere instrumenten komen aan bod. Hij componeert muziekstukken voor zowel solo-instrumenten als voor symfonieorkesten, evenals kamer-  en vocale stukken.
In 2003, 2006, 2011 en 2017 werd hij bij de Victoires de la musique classique uitgeroepen tot "componist van het jaar".
In 2008 componeerde Escaich twee liedjes voor Jean Guidoni op gedichten van Jacques Prévert.
Het opgelegde werk voor de Koningin Elisabethwedstrijd 2024 (viool) was van de hand van Escaich.

## Docent
Thierry Escaich geeft sinds 1992 les in compositie en improvisatie aan het Nationaal Conservatorium voor Muziek en Dans in Parijs. Hij geeft ook masterclasses orgel, compositie en improvisatie in zijn thuisland en het buitenland. Sinds 2010 leidt Escaich de Internationale Academie voor Orgelimprovisatie van Saint-Donat sur l'Herbasse, waar hij elk jaar studenten van over de hele wereld samenbrengt bij het Schwenkedel-orgel van de collegiale kerk.

## Catalogus van werken

### Symfonische werken
- Choral varié (als eerbetoon aan Johann Sebastian Bach) (1984) voor juniororkest.
- Suite en forme de choral varié (1990) voor juniororkest.
- Symphonie n°1 "Kyrie d’une messe imaginaire" (1992)
- Chaconne, voor groot orkest (2000)
- Intrada (2003)
- Vertiges de la croix, symfonisch gedicht (2004)
- Baroque Song, voor klein orkest (2007)
- Suite symphonique uit de opera Claude (2014)
- Concerto pour orchestre (symfonie nr. 2) (2015)

### Werken voor strijkorkest
- Émergence (1988)
- Erinnerung, voor strijkorkest, ging in première in het Auditorium van Lyon, door het Orchestre national de Lyon, 11 juni 2009.
- Prélude symphonique (2012)[7]

### Concertwerken
- Le Chant des ténèbres(1992) voor sopraansaxofoon en strijkers.
- Le Chant des ténèbres (1992) voor sopraansaxofoon en ensemble van 12 saxofoons.
- Concerto pour orgue n°1, voor orgel en symfonieorkest (1995).
- Fantaisie concertante, voor piano en orkest (1995), ging in première met het Orchestre symphonique français onder leiding van Laurent Petitgirard.
- Élégie, voor trompet en instrumentaal ensemble (1996).
- Résurgences, concerto voor trompet en orkest (2002).
- Miroir d’ombres, dubbelconcerto voor viool, cello en orkest (2006).
- Concerto pour orgue n°2, voor orgel, strijkorkest en twee slagwerkers (2006).
- Sax Trip (2006), voor altsaxofoon (solo) en juniorstrijkorkest.
- La Barque solaire, symfonisch gedicht voor orkest en hoofdorgel, ging in première op 11 oktober 2008 in het Konzerthaus in Berlijn, met Thierry Escaich (orgel) en het Konzerthausorchester Berlin, onder leiding van Lothar Zagrosek. Franse première op 23 april 2009 in het Auditorium Maurice-Ravel in Lyon, met de componist en het Orchestre national de Lyon, onder leiding van Jun Märkl.
- Le Chant des ténèbres, versie voor klarinet en strijkers (2008).
- Concerto pour violon et orchestre, ging in première in het Auditorium de Lyon, met David Grimal en het Orchestre national de Lyon, op 8 oktober 2010.
- Scherzo fantasque voor twee piano's en orkest (2011).
- Concerto pour clarinette et orchestre (2012)
- Concerto pour violoncelle et orchestre (2014)
- Concerto pour violon, hautbois et orchestre (2014)
- Concerto pour orgue n°3 (“Quatre Visages du temps”), voor orgel en orkest (2017).

### Orgelwerken
- Trois Esquisses (1990), winnaar van de André Jolivet-compositieprijs.[8]
- Cinq Versets sur le "Victimæ paschali" (1991)
- Quatrième Esquisse ("Le Cri des abîmes") (1993)
- Récit (1995)
- Deux Évocations (1996)
- Poèmes (2002)
- Agnus Dei (2003)
- Évocation III (2008)
- Chorals-Études (2010)
- Évocation IV (2016), geschreven voor de 800ste verjaardag van de kathedraal van Reims.

### Andere solowerken
- Les Litanies de l’ombre (1990) voor piano.
- Lutte (1994) voor saxofoon.
- Jeux de doubles (2001) voor piano.
- Nun komm (2001) voor viool.
- Aria (2002) voor piano.
- Variations-Études (2002) voor piano.
- Cantus I (2005) voor cello.
- Étude-Passacaille (2009) voor piano.
- Deux Études baroques (2009) voor piano.

### Kamermuziek (2 tot 6 instrumenten)
- Trois Intermezzi (1990) voor fluit, si♭-klarinet en saxofoon.
- Tango virtuoso (1991) voor saxofoonkwartet.
- Énigme (1992) voor contrabas en piano (educatief werk).
- Comme l’écho d’une fantaisie (1992) voor 2 cornetto's en orgel (zonder pedaal).
- Introït à l’Office des ténèbres (1992) voor fluit en harp (of piano).
- Psalmodie à l’Office des ténèbres (1992) voor fluit, harp en percussie.
- Scènes d’enfants au crépuscule (1993) voor fluit, cello en piano.
- Huit Pièces (1993) voor saxofoon en piano.
- Trio américain (“Suppliques”) (1994) voor klarinet, altviool en piano.
- Trois Instants fugitifs (1994) voor fluit, hobo, klarinet, hoorn en fagot, in opdracht van Radio France voor de solisten van het Orchestre National de France, waarvan de eerste uitvoering werd gegeven op 10 mei 1996 in het Maison de la Radio door

Philippe Pierlot (fluit) Pascal Saumon (hobo), Roland Simoncini (klarinet), André Gantiez (hoorn) en Régis Poulain (fagot).
- Variations gothiques (1996) voor fluit en strijktrio.
- Nocturne (1997) voor cello en piano.
- Tanz-Fantasie (1997) voor trompet in ut of si♭ en piano.
- Amélie's Dream (1997) voor saxofoon in si♭ en piano.
- Ground I (vóór 1998) voor accordeon en eufonium.
- Chorus (1998) voor klarinet, strijkkwartet en piano.
- La Ronde (2000) voor strijkkwartet en piano.
- Tanz-Fantasie (2000) voor trompet in ut of in si♭ en orgel.
- Choral's Dream (2001) voor piano en orgel.
- Scènes de bal (2001) voor strijkkwartet.
- Spring's Dance (2001) voor 2 piano's en percussie.
- Le Bal (2003) voor saxofoonkwartet.
- Lettres mêlées (2003) voor viool, cello en piano.
- Après l’aurore (2005) voor strijkkwartet.
- Una storia (2005) voor viool, altviool, cello, klarinet, percussie en piano.
- Tango virtuoso (2005) voor klarinetkwartet.
- Mecanic Song (2006) voor blaaskwintet en piano.
- Grond II (2007) voor orgel en slagwerk.
- Ground III (2008) voor 4 cello's.
- Phantasia antiqua voor twee saxofoons en piano, ging in première in Nagoya (Japan), door het Saxiana-trio, op 6 juli 2009.
- Cérémonial voor traverso, viool, viola da gamba en klavecimbel, ging in première op 6 december 2018 in de Fondation Singer-Polignac (Parijs) door de Chapelle Harmonique onder leiding van Valentin Tournet.

### Ensemble (7 instrumenten of meer)
- Antiennes oubliées (1989) voor viool, cello, fluit, saxofoon in mi♭, trompet, trombone en percussie.
- Rhapsodie (1989) voor klarinet, fagot, cornet, trombone, viool, contrabas en percussie.
- Magic Circus (2004) voor blaasoctet.
- Fanfare (2006) voor koperensemble.

### Vocale en koormuziek, a capella
- Ad ultimas laudes (1993)
- Les Lamentations (du prophète Jérémie) (1998)
- Alléluias,(2001)
- Dixit Dominus (2002)
- Sanctus (2007)
- Vocis cælestis, voor 5 vrouwenstemmen, ging in première op 5 december 2009 in de abdij van Ardenne (Saint-Germain-la-Blanche-Herbe, Frankrijk), door het ensemble De Cælis, onder leiding van Laurence Brisset .
- Prière de la Manécanterie des Petits Chanteurs Franciliens (2010)

### Vocale en koormuziek mét instrument(en)
- Grande Messe solennelle (1994)
- Trois Motets (1998)
- Le Dernier Évangile (1999)
- D’une douleur muette (2001)
- Terra desolata (2001)
- In memoriam (2002)
- Visions nocturnes (2004) voor mezzosopraan, klarinet, strijkkwartet en piano.
- Exultet (2005)
- Feu vert (2005)
- Valse désarticulée (2008) voor sopraan en saxofoon.
- Les Nuits hallucinées (2008) voor mezzosopraan en orkest, ging in première in het Auditorium de Lyon, door Nora Gubisch en het Orchestre national de Lyon op 24 mei 2008.
- Madre (2010) voor sopraan en piano.
- Alléluias pro omni tempore (2010)
- Guernesey (2010), 4 gedichten uit "Contemplations" van Victor Hugo, voor tenor en piano.

### Opera
- Claude, opera op een libretto van Robert Badinter, gebaseerd op de roman van Victor Hugo Claude Gueux, ging in première in de Opéra de Lyon op 27 maart 2013.
- Shirine, opera op een libretto van Atiq Rahimi, gebaseerd op het gedicht Khosrow en Chirine van de Perzische dichter Nizami Ganjavi (XIIe eeuw). De première, gepland voor 2020 maar geannuleerd vanwege de Covid-19-pandemie, staat gepland voor 2 mei 2022[10].
- Point d'Orgue, vervolg op Poulencs La Voix Humaine, een muziekstuk dat in première ging op 5 maart 2021 in het Théâtre des Champs-Élysées, libretto en enscenering door Olivier Py.[11]

### Ballet
The Lost Dancer, ballet, ging op 22 mei 2010 in première in het Lincoln Center in New York onder de titel Where Am I Not Where You Are, door het New York City Ballet en het New York City Ballet Orchestra, geregisseerd door Fayçal Karoui, choreografie van Benjamin Millepied, decors van Santiago Calatrava.

### Liederen
- Elle disait… (2008)
- Maintenant, j’ai grandi (2008)

### Filmmuziek
- L’Heure suprême (1999), begeleiding bij Frank Borzages stomme film voor klarinet, viool, altviool, cello, piano en slagwerk.
- L'Aurore, improvisatie op het hoofdorgel van het auditorium van Lyon, bij de film L'Aurore (1927) van Murnau geprojecteerd op een gigantisch scherm, 9 maart 2013.